# آندرش یوناس انگستروم
آندرش یوناس اُنگستروم (به سوئدی: Anders Jonas Ångström) (ˈan.ˈdəʂ ˈjuː.ˈnas ˈɔŋ.ˈstrøm) (زادهٔ ۱۳ اوت ۱۸۱۴ در لوگدو – درگذشتهٔ ۲۱ ژوئن ۱۸۷۴ در اوپسالا) فیزیک‌دانی سوئدی بود که از او به عنوان پدر طیف‌سنجی یاد می‌شود

## افتخارات
- واحد آنگستروم معادل ‎۱۰-۱۰ متر به افتخار وی نام‌گذاری شده‌است.[۲]
- یک دهانه در ماه به نام انگستروم به افتخار وی نام‌گذاری شده‌است.